# Kola (Republika Serbska)
Kola (cyr. Кола) – wieś w Bośni i Hercegowinie, w Republice Serbskiej, w mieście Banja Luka. W 2013 roku liczyła 1212 mieszkańców.